# Afsnit 3 af Casper & Mandrilaftalen
"Afsnit 3 af Casper & Mandrilaftalen" er det tredje afsnit af DR2s tv-sketchprogram Casper & Mandrilaftalen fra 1999. Afsnittet blev sendt første gang fredag den 5. marts 1999.

## Afsnit 3

### Advarsel
"Dette program indeholder et lasso-trick."

### Cold open
Casper laver en aftale med mandrillen.

### Resumé
- Podningsforsøg med Joakim Hedigers bukser og vinylplade af Jon Bon Jovi påbegyndes.

- Casper læser fanbreve.

- Smokie Spartacus foreslår alternativ til Cajun mad.

- Casper fortæller om sin "verrüchte" dag.

- Gæst i studiet: Claes Jakob Baunspieler, komponisten bag kendingsmelodien til krigsradioprogrammet "Her er London".

- Casper mimer: "Jeg har selv haft en affære med Monica Lewinsky [...] og jeg ved aldrig om jeg bliver mig selv igen" til George Michaels "Careless Whisper".

- Talentkonkurrence: Klovnen Lilian, Massimo Blanko og teaterduoen Bitten og Trold.

- Casper fremviser hjemmelavet prøvebillede til DR2.

- Gæst i studiet: Våbenhandler Jacob Meikilde.

- Brandvarme nyheder: Danske landmand er blandt de bedste i Europa til at sluge helium, kendt dansk jazzkomponist føder 12-årig drengebarn, ballonskipper advarer folk i Cambodja mod ikke at få nok læsket kalk og Bryggeriforeningens statistik for 1998 viser ulykkeligvis at danskerne dikker mindre øl og vin, men at forbruget af syrnet mælk er svagt stigende.

- Resultat af podningsforsøg

### Programoversigt
| KL. 23:30    | SONJA OPPENHAGEN SLUGER 12 D-MARK           |
| KL. 23:35    | DRÆSINEBANDEN VOLDTAGER OG SKAMFERER ALADIN |
| KL. 23:40    | TALENTKONKURRENCE                           |
| KL. 23:55    | VI SER PÅ VÅBEN                             |
| KL. 23:56    | LOIS PASTEURS SØMANDSTRØJE BLIVER VASKET    |
| KL. 23:56:30 | TO BELGISKE WAFLER UNDERVISER I JUDO        |
| KL. 23:56:35 | SONJA OPPENHAGEN SKIDER 1200 PFENNING       |
| KL. 24:00    | TAK FOR IAFTEN                              |

### Afslutning
"Vi ses igen på mandag, og der kommer Dan Rachlin herind og spiller 'Zarens kurér'-temaet på trægulv"
"Ses vi? Det tror jeg nok vi gør."